# بی‌جیز هولسیل
بی‌جیز هولسیل (انگلیسی: BJ's Wholesale) شرکت خرده‌فروشی آمریکایی است، که در سال ۱۹۸۴ تأسیس شد.